# Dicaeum
A Dicaeum a madarak osztályának verébalakúak (Passeriformes) rendjébe és a virágjárófélék (Dicaeidae) családjába tartozó nem. Egyes fajokat egyetlen szervezet a Pachyglossa nembe sorol, de még senki nem fogadta el.

## Rendszerezésük
A nemet Georges Cuvier francia zoológus írta le 1816-ban, az alábbi fajok tartoznak ide:
- Dicaeum anthonyi
- Dicaeum bicolor
- cebui virágjáró (Dicaeum quadricolor)
- sárgaoldalú virágjáró (Dicaeum aureolimbatum)
- narancshasú virágjáró (Dicaeum trigonostigma)
- Dicaeum australe
- Dicaeum haematostictum
- Dicaeum retrocinctum
- fehérhasú virágjáró (Dicaeum hypoleucum)
- Dicaeum nigrilore
- Dicaeum pygmaeum
- Dicaeum erythrorhynchos
- Dicaeum concolor
- Dicaeum minullum
- Dicaeum virescens
- Dicaeum sanguinolentum
- skarláthátú virágjáró (Dicaeum cruentatum)
- skarlátfejű virágjáró (Dicaeum trochileum)
- feketehomlokú virágjáró (Dicaeum igniferum)
- kékarcú virágjáró (Dicaeum maugei)
- szürkeoldalú virágjáró (Dicaeum celebicum)
- Dicaeum kuehni[1] vagy Dicaeum celebicum kuehni[2]
- Dicaeum ignipectus
- Dicaeum monticolum
- fecskefejű virágjáró (Dicaeum hirundinaceum)
- Dicaeum nehrkorni
- Dicaeum erythrothorax
- Dicaeum schistaceiceps
- Dicaeum vulneratum
- Dicaeum pectorale
- Dicaeum geelvinkianum
- Dicaeum nitidum
- Dicaeum eximium
- törpevirágjáró (Dicaeum aeneum)
- Dicaeum tristrami

- Dicaeum chrysorrheum[2] vagy Pachyglossa chrysorrhea[1]
- Dicaeum melanozanthum[2] vagy Pachyglossa melanoxantha[1]
- Dicaeum proprium[2] vagy Pachyglossa propria[1]
- Dicaeum vincens[2] vagy Pachyglossa vincens[1]
- Dicaeum annae[2] vagy Pachyglossa annae[1]
- vastagcsőrű virágjáró (Dicaeum agile[2] vagy Pachyglossa agilis)[1]
- csíkos virágjáró (Dicaeum aeruginosum[2] vagy Pachyglossa aeruginosa)[1]
- Dicaeum everetti[2] vagy Pachyglossa everetti[1]

## Előfordulásuk
A fajok többsége Dél- és Délkelet-Ázsia területén, egy Ausztráliában honos. Természetes élőhelyeik a szubtrópusi és trópusi esőerdők, erdők és cserjések, valamint emberi környezet. Állandó, nem vonuló fajok.

## Megjelenésük
Testhosszuk 8-13 centiméter körüli.